# Gagea hissarica
Gagea hissarica là một loài thực vật có hoa trong họ Liliaceae. Loài này được Lipsky miêu tả khoa học đầu tiên năm 1904.